# Engelchen macht weiter – hoppe, hoppe Reiter
Engelchen macht weiter – hoppe, hoppe Reiter ist ein deutscher Spielfilm von Michael Verhoeven aus dem Jahr 1968. Das Drehbuch verfasste Franz Geiger. Die Hauptrollen sind mit Mario Adorf und Gila von Weitershausen besetzt. Zum ersten Mal ins Kino kam der Film am 13. Januar 1969.
Der Titel nimmt Bezug auf den vorhergehenden Film Engelchen oder Die Jungfrau von Bamberg (1968) mit derselben Hauptdarstellerin Gila von Weitershausen, wobei es sich inhaltlich nicht um eine Fortsetzung handelt.

## Handlung
Fünf Minuten seiner Mittagsstunde hat der Schwabinger Bürger Gustl Wohlfahrt für ein belegtes Brötchen zur Verfügung; den Rest der Zeit braucht er für die Beschäftigung mit seiner Frau, der man ihre kreislauffördernden Eigenschaften schon von weitem ansieht. Er ist jung, freut sich über beider Kind, hat eine schöne Wohnung, und gesund ist er auch. Letzteres vielleicht doch nicht ganz; denn der modern gewordene sexuelle Mengenkonsum, das kollektiv spürbare neue Sexgefühl, die Illustrierten, die Ungebundenheit, die er bei den ganz Jungen beobachtet, haben ihn sexbesessen und davon krank gemacht. Er lebt in dem Wahn, dass seine Frau allein nicht mehr genüge. Begriffe wie Sexkommune oder Gruppensex haben sein Gehirn aufgeweicht; er hat Visionen, sieht jedes weibliche Wesen nackt. „Gut verheiratete Sexkommunemitglieder“ werden schließlich per Zeitung gesucht; das brave Weib muss mitspielen, ob sie will oder nicht. Ein paar der so gewonnenen Spielkameraden erweisen sich als nicht tauglich. Befund: entweder zu asketisch oder linksgestrickt. Schließlich steigt die Sexparty, die große Orgie. Gustl begreift indessen rasch, dass auf diese Weise die Harmonie zum seelischen und leiblichen Chaos werden kann, der Reiz zum Brechreiz. Objekt seiner Wünsche ist in Zukunft wieder ausschließlich seine Ehefrau Helene.

## Kritik
Der Evangelische Film-Beobachter zieht folgendes Fazit: „Parodistischer Versuch mit manchem netten Einfall und sympathischen Darstellern, der dennoch nicht den erwarteten Spaß bereitet, weil er nicht eigenständig genug ist und insgesamt stilistisch einheitlicher und geistreicher sein dürfte.“ Eine bessere Meinung hat das Lexikon des Internationalen Films: „Turbulente Persiflage auf «Illustrierten-Sex», mit einer massiven Demaskierung sexsüchtiger Parolen und Praktiken.“ Die Filmbewertungsstelle Wiesbaden erteilte dem Streifen das Prädikat «Wertvoll».

## Einzelne Nachweise
1. 1 2  Quelle: Evangelischer Filmbeobachter, Evangelischer Presseverband München, Kritik Nr. 72/1969,
 S. 74 bis 75
2. ↑  Lexikon des internationalen Films, rororo-Taschenbuch Nr. 6322 (1988), S. 870